# SpellForce 3
SpellForce 3 — компьютерная игра, сочетающая в себе жанры стратегии в реальном времени и ролевой игры. Разработана немецкой компанией Grimlore Games и выпущена в 2017 году. Является приквелом первой игры серии SpellForce: The Order of Dawn.
Для SpellForce 3 было выпущено 2 отдельных дополнения: Soul Harvest (2018) и Fallen God (2020), а также бесплатная многопользовательская версия под названием SpellForce 3: Versus. 6 декабря 2021 года вышла обновлённая версия оригинала Reforced для Microsoft Windows, а 7 июня 2022 года — для PlayStation 4, PlayStation 5, Xbox One и Xbox Series X/S.

## Игровой процесс
В SpellForce 3 есть несколько вариантов игры: Кампания (участие в эпическом повествовании с продвижением по сюжету), Схватка (с возможностью игры против компьютера либо против игроков по Интернету или локальной сети, цель — уничтожить базу и войска противника).
SpellForce 3 сосредотачивается на ролевых элементах в развитии героя и продвижении армии в стратегии. В начале режима Кампания игрок создает главного персонажа, выбирает его имя, пол, внешность, характеристики, голос и уровень сложности. Неизменной остается лишь его фамилия — Тахар.
Игрок на этапе создания персонажа может выбрать 3 ветки развития способностей из 7 имеющихся. По ходу прохождения вокруг главного героя будет собираться отряд, подчиняющийся герою. Среди союзников героя окажутся представители многих рас, представленных в игре, обладающих своими предысториями и своими уникальными способностями. Одновременно, возможно создать отряд из героя и трех его компаньонов.
На протяжении всей игры вы будете получать очки опыта за хорошо выполненную задачу (победа над самым сильным врагом, уничтожение отрядов и лагерей и др.). Очки нужны для повышения уровня героя.
В игре присутствует глобальная карта (только в режиме Кампания), позволяющая моментально перемещаться между локациями Эо для продвижения по сюжету.
В распоряжении игрока будут войска и пристройки трёх различных армий: людей, эльфов и орков, каждая из которых имеет свои сильные и слабые стороны.

## Сюжет
Могущественный маг Исамо Тахар, совместно со своими магами-последователями, начал восстание против короны, известное как Войны Магов. Генерал Сентенза Нориа, по поручению королевы Нортандера, вместе с небольшим отрядом, в состав которого входят Ансельм и Гвен, брат и сестра, а также Бернард, прибывает в убежище Исамо, известное как Глаз. По прибытии в лабораторию Исамо, они узнают, что его ребёнок пытался предать его и вот-вот будет казнен. Нория спасает ребёнка, но Гвен умирает, а Исамо убегает. Нория отвозит ребёнка Исамо к королеве, которая амнистирует их и позволяет обучаться, как член Волчьей Гвардии.
Восемь лет спустя Войны Магов закончились. В какой-то момент во время войн Исамо был убит при штурме замка Грейкип. Возникает религиозный культ под названием «Чистота Света», вызванный общественным недовольством магов. Чистота проповедует, что Аонир, бог богов, вернется лишь тогда, когда магия будет изгнана из Эо. Культ преследует магов, и лорд королевы Маршал Ангар терпит это действие. Ребёнок Исамо (с фамилией Тахар) теперь является капралом Волчьей гвардии и служит вместе с Бетрандом в Грейкипе. Когда загадочная чума под названием Кровавый ожог, опустошает королевство и случайным образом убивает людей, не владеющих магией, они отправляются в Лианнон и обнаруживают, что чума имеет магическую природу. Пытаясь помешать чистке города, Тахар подвергается нападению Ансельма, который обвиняет Тахара в смерти его сестры Гвен, и они убивают Ансельма в целях самообороны. Приговоренный к смертной казни, Тахар заключен в тюрьму под крепостью, где знакомится с Ирией, эльфийкой владеющей светлой магиеей. Лидер Чистоты Света, Рондар Лакейн, просит их помощи в темнице, чтобы остановить Кровавый ожог, и дает им руны, которые позволяют им использовать Божественные камни. Он поручает им отправиться в Надежду Фарлона, чтобы найти Исгримма, гнома-археолога, ищущего Муландир, затерянный город Создателей. Создатели были вымершей расой, которая правила Эо с помощью своих передовых технологий и магии тысячелетия назад.
Тахар и Ирия находят Исгримма и Муландир, где Исгримм определяет, что Нексус города, мощный источник энергии и источник знаний Создателей, может помочь определить причину Кровавого ожога. Вспышки чумы происходят после того, как в сознании раздается песня на языке Создателей. Тахар основывает оперативную базу в Муландире и убеждает эльфов Мохир, людей-путников и племя орков-огневладельцев помочь найти лекарство. Они находят источник чумы в старой лаборатории Исамо в Глазе. Вместе с Лакейном Тахар отправляется в старую лабораторию своего отца, где они сражаются с силами Нории, которые считают Тахара предателем. Победив Норию в бою, они обнаруживают, что источником чумы является женщина-Создатель, которая также является матерью Тахара. Совершив предательство, Лакейн крадет её сущность, запечатывает её в амулете и оставляет Тахар умирать.
Несколько недель спустя Тахар просыпается в Муландире и обнаруживает, что Лакейн взял под свой контроль Грейкип и идет на Муландир. Отбросив силы Лакейна, Тахар, которому теперь помогает лорд Маршалл, отправляется в путь, чтобы укрепить их союз. Спасая сестру Ангара, леди Мирию Ультран, из-под контроля Лакейна, Тахар ищет союза оставшихся благородных домов. Лакейн собирает свои объединённые силы в Золотой дороге, регионе недалеко от Грейкипа. Союзные силы Тахара побеждают Лакейна и маршируют на Грейкип, побеждая лейтенантов Лакейна и Бетранда с промытыми мозгами. Тахар обнаруживают, что Лакейн пытается использовать украденную им сущность, чтобы вызвать Аонира, но вместо этого вызывает монстра из другого мира. Тахар побеждает Лакейна и монстра, но Ангар умирает. Вскоре после этого королева выходит из комы. Королева предлагает создать комитет магов под названием «Круг», к которому она приглашает присоединиться всех товарищей Тахара. Будущее Тахара остается неясным, но Ирия упоминает несколько вещей, которые ещё предстоит сделать.

## Дополнения

#### SpellForce 3: Soul Harvest
SpellForce 3: Soul Harvest — независимое дополнение к SpellForce 3, разработанное немецкой студией Grimlore Games и изданное THQ Nordic в 2019 году. События игры разворачиваются спустя 3 года после Войн Праведников. В данном дополнении под управление игрока вернулись две фракции: гномы и тёмные эльфы — которые отсутствовали в оригинальной SpellForce 3.

#### SpellForce 3: Fallen God
SpellForce 3: Fallen God — независимое дополнение к SpellForce 3, разработанное немецкой студией Grimlore Games и изданное THQ Nordic в 2020 году. Дополнение привносит с собой новую расу — троллей, вместе с кампанией посвященной их выживанию. Также, впервые в серии, в кампании имеются несколько вариаций финала, который зависят от действий, совершенных игроком, по ходу прохождения.

## Разработка
Серия игр SpellForce была изначально разработана Phenomic, которая была впоследствии приобретена и позже закрыта Electronic Arts. Изначальный издатель JoWooD Entertainment подал на банкротство и был вынужден закрыться. Компания была выкуплена Nordic Games, которая впоследствии стала THQ Nordic. С приобретением JoWooD Entertainment THQ Nordic также получила права на франшизу SpellForce.
Разработка SpellForce 3 заняла больше 4 лет. THQ Nordic впервые упомянула о новой части в серии SpellForce в сентябре 2013, во время анонса даты выхода третьего дополнения SpellForce 2: Demons of the Past для SpellForce 2: Shadow Wars. Разработка началась в 2014 году немецкой студией Grimlore Games, которую THQ Nordic создала в Мюнхене в 2013 году. Этот проект стал первой игрой студии, хотя в ней работало несколько опытных программистов, дизайнеров и художников-графиков, которые работали над такими играми, как The Settlers II, Knights and Merchants: The Shattered Kingdom и SpellForce 2.
THQ Nordic опубликовывала скриншоты SpellForce 3 на Gamescom 2014 и 2015 годов, подогревая интерес к игре. Впервые демо-версия для публики было показана на Gamescom 2016. Несмотря на то, что THQ Nordic изначально планировала выпустить SpellForce 3 в 2016 году, датой выхода игры стала 7 декабря 2017 года.

## Восприятие
| Сводный рейтинг       | Сводный рейтинг |
| Агрегатор             | Оценка          |
| --------------------- | --------------- |
| GameRankings          | 72,85 %         |
| Metacritic            | 73/100          |
| OpenCritic            | 74/100          |
| «Критиканство»        | 60/100          |
| Иноязычные издания    |                 |
| Издание               | Оценка          |
| Eurogamer             | Рекомендовано   |
| GameSpot              | 7/10            |
| PC Gamer (US)         | 80/100          |
| Русскоязычные издания |                 |
| Издание               | Оценка          |
| Riot Pixels           | 65 %            |
| «Игромания»           | 8/10            |
| «Канобу»              | 7/10            |
| «НИМ»                 | 5,6/10          |

SpellForce 3 получила «смешанные или средние» оценки от критиков, согласно Metacritic, на основании 39 рецензий игры для Windows. Критики высоко оценили визуальный дизайн и внимание к деталям, а также разнообразие настроек и световых эффектов, которые повышали реалистичность пейзажей.
Сочетание ролевой игры и стратегии в реальном времени было признано успешным, и многие обозреватели отметили уникальный опыт, созданный в результате слияния жанров.

## Продажи
Летом 2018 года, благодаря уязвимости в защите Steam Web API, стало известно, что точное количество пользователей сервиса Steam, которые играли в игру хотя бы один раз, составляет 133 510 человек.